# Emily Clark
Emily Clark (* 28. November 1995 in Saskatoon, Saskatchewan) ist eine kanadische Eishockeyspielerin und -trainerin, die seit 2023 bei den Ottawa Charge der Professional Women’s Hockey League unter Vertrag steht. Sie ist seit 2014 Mitglied der kanadischen Frauennationalmannschaft und sowohl Weltmeisterin als auch Olympiasiegerin.

## Karriere
Clark wurde in Saskatoon, Saskatchewan, als jüngstes von sechs Geschwistern geboren, die alle Eishockey spielten. Ihr Vater war Eishockey-Nachwuchstrainer in ihrer Heimatstadt.
Zwischen 2009 und 2012 spielte Clark für die Saskatoon Stars in der Saskatchewan Female Midget AAA Hockey League. Zudem vertrat sie ihre Provinz mit dem Team Saskatchewan bei den Canada Winter Games 2011. Anschließend besuchte sie die Okanagan Hockey Academy. Im Herbst 2014 begann sie mit einem Studium an der University of Wisconsin–Madison und spielte parallel für das Eishockeyteam der Universität, die Wisconsin Badgers, in der NCAA respektive WCHA. Bei ihrem Debüt in der NCAA für die Badgers am 3. Oktober 2014 erzielte sie zwei Tore und bereitete ein weiteres vor. Am Ende ihrer ersten Saison für die Badgers gewann sie die WCHA-Meisterschaft und erreichte mit dem Team das Finalturnier der NCAA, das sogenannte Frozen Four. Im Jahr darauf konnte sie mit den Badgers diese Erfolge wiederholen. In der Saison 2016/17 schafften es die Badgers bis in das Finalspiel des Frozen Four. Während der Saison 2017/18 wurde das Team Canada in Vorbereitung der Olympischen Spiele zentralisiert und Clark absolvierte mit diesem einige Spiele in der Alberta Midget Hockey League. Zum Spieljahr 2018/19 kehrte Clark zu den Badgers zurück, wurde zur Assistenzkapitänin ernannt und krönte ihre NCAA-Karriere mit dem nationalen College-Titel. Nach ihrem Abschluss wollte sie eigentlich in der Canadian Women’s Hockey League spielen, die jedoch noch vor ihrer Graduierung aufgelöst wurde. Daher trat sie der Professional Women’s Hockey Players Association bei und schloss sich damit dem Boykott der National Women’s Hockey League an. Anschließend spielte sie im Rahmen von Promotionsspielen (unter anderem der Dream Gap Tour) für das PWHPA-Charter aus Montreal. Parallel betreute Clark in den Spielzeiten 2019/20 und 2020/21 die Frauenmannschaft der Concordia University als Assistenztrainerin.
Im Jahr 2023 wurde aus der PWHPA heraus die Professional Women’s Hockey League gegründet. Clark gehörte zu den ersten Spielerinnen der Liga, als sie Anfang September 2023 vom Team PWHL Ottawa für drei Jahre verpflichtet wurde.

### International

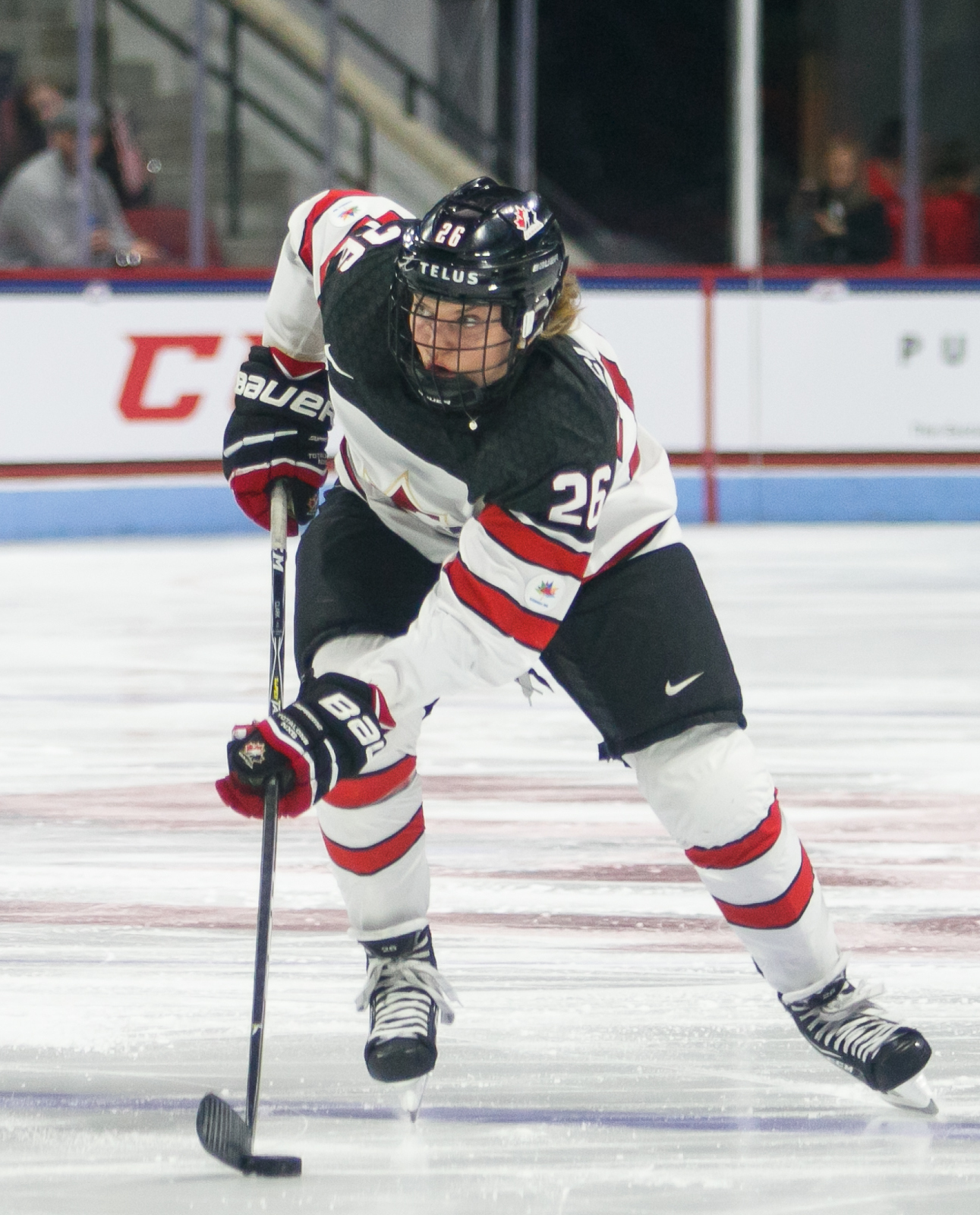
Emily Clark im Trikot des Team Canada

In August 2011 debütierte Clark für die kanadische U18-Frauen-Nationalmannschaft in einem Spiel gegen die U18-Frauen der USA. Bei den Eishockey-Weltmeisterschaften der U18-Frauen 2012 und 2013 gewann sie mit den U18-Frauen Kanadas jeweils die Goldmedaille und gab im Rahmen des 4 Nations Cup 2014 ihr Debüt für die kanadische Frauen-Nationalmannschaft.
In den Jahren 2015, 2016 und 2017 gewann Clark mit der kanadischen Frauennationalmannschaft die Silbermedaille bei den Weltmeisterschaften und 2019 gewann sie in Finnland bei den Weltmeisterschaften die Bronzemedaille. 2021 gewann sie mit der kanadischen Frauennationalmannschaft bei der Weltmeisterschaft die Goldmedaille.
Clark gewann bei den Olympischen Winterspielen 2018 mit der kanadischen Olympiaauswahl die Silbermedaille. Vier Jahre später war sie erneut Teilnehmerin der Olympischen Winterspiele 2022 in Peking und gewann die olympische Goldmedaille, wobei sie zwei Tore und einen Assist zum Erfolg des kanadischen Teams beisteuerte. Bei der Weltmeisterschaft im gleichen Jahr wurde sie erneut Weltmeisterin, ein Jahr später gewann sie die Silbermedaille.

## Erfolge und Auszeichnungen
- 2019 NCAA-Division-I-Championship mit der University of Wisconsin–Madison

### International
| - 2012 Goldmedaille bei der U18-Frauen-Weltmeisterschaft - 2013 Goldmedaille bei der U18-Frauen-Weltmeisterschaft - 2015 Silbermedaille bei der Weltmeisterschaft - 2016 Silbermedaille bei der Weltmeisterschaft - 2017 Silbermedaille bei der Weltmeisterschaft - 2018 Silbermedaille bei den Olympischen Winterspielen - 2019 Bronzemedaille bei der Weltmeisterschaft | - 2021 Goldmedaille bei der Weltmeisterschaft - 2022 Goldmedaille bei den Olympischen Winterspielen - 2022 Goldmedaille bei der Weltmeisterschaft - 2023 Silbermedaille bei der Weltmeisterschaft - 2024 Goldmedaille bei der Weltmeisterschaft - 2025 Silbermedaille bei der Weltmeisterschaft |

## Karrierestatistik
(Legende zur Spielerstatistik: Sp oder GP = absolvierte Spiele; T oder G = erzielte Tore; V oder A = erzielte Assists; Pkt oder Pts = erzielte Scorerpunkte; SM oder PIM = erhaltene Strafminuten; +/− = Plus/Minus-Bilanz; PP = erzielte Überzahltore; SH = erzielte Unterzahltore; GW = erzielte Siegtore; 1 Play-downs/Relegation; Kursiv: Statistik nicht vollständig)